# Hervormde pastorie (Warffum)

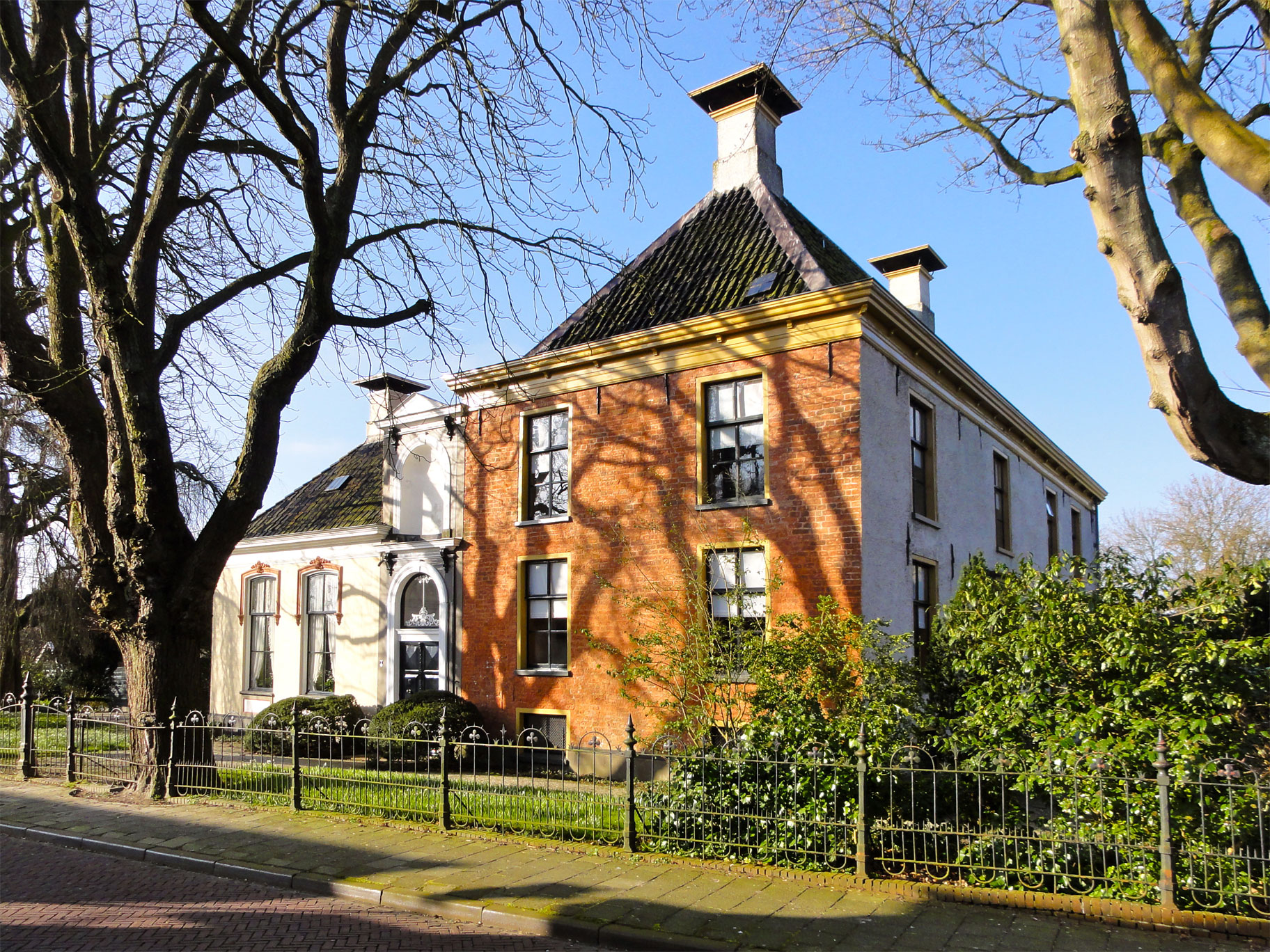
De hervormde pastorie van Warffum, anno 2011

De hervormde pastorie van Warffum is volgens Stenvert "het oudst bewaard gebleven stenen huis van het Groningse platteland".
De pastorie bestaat uit twee bouwdelen. Het oudste bouwdeel, aan de noordwestzijde van het pand, bevindt zich onder een schilddak met hoekschoorstenen en heeft twee woonlagen. Dit deel van het huis bevat een middeleeuwse kern, die omstreeks 1300 zou zijn gebouwd. In 1500 werd het pand verbouwd. Het nieuwste bouwdeel, aan de zuidoostzijde van het pand, heeft slechts één woonlaag onder een zadeldak en dateert, samen met de traptoren, uit 1634. Het pand is deels gepleisterd, deze pleisterlaag is in de 19e eeuw aangebracht. De 'leerkamer' bevindt zich aan de oostzijde van het pand.
Enkele leden van de regentenfamilie Van Bolhuis bewoonden de pastorie.
De pastorie is erkend als rijksmonument